# 이반 페도로우
이반 세르히요비치 페도로우(우크라이나어: Іван Сергійович Федоров)는 우크라이나의 정치인으로 2020년에 멜리토폴 시장으로 선출되었다.

## 같이 보기
- 할리나 다닐첸코